# (2313) Aruna
(2313) Aruna ist ein Asteroid des inneren Hauptgürtels, der vom US-amerikanischen Astronomen Henry Lee Giclas am 15. Oktober 1976 am Lowell-Observatorium (IAU-Code 690) in Flagstaff, Arizona entdeckt wurde. Sichtungen des Asteroiden hatte es vorher schon gegeben: im Oktober 1949 unter der vorläufigen Bezeichnung 1949 TE an der Landessternwarte Heidelberg-Königstuhl und im September 1972 (1972 RA1) am Krim-Observatorium in Nautschnyj.
Der mittlere Durchmesser des Asteroiden wurde mit ca. 15 Kilometer berechnet. Mit einer Albedo von 0,045 (± 0,003) hat er eine sehr dunkle Oberfläche.
Die Rotationsperiode wurde am 17. und 18. Oktober 2003 am 51-cm-DFM-Cassegrain-Teleskop im Andreas Observatory der Minnesota State University, Mankato von Andy Monson und Steven Kipp mit 8,900 (± 0,114) h bestimmt. (2313) Aruna wurde bei den Beobachtungen während einer Konjunktion mit dem Asteroiden (1645) Waterfield beobachtet.
(2313) Aruna gehört zur Polana-Familie (benannt nach (142) Polana), einer Untergruppe der Nysa-Gruppe (benannt nach (44) Nysa). Die Nysa-Gruppe wird auch Hertha-Familie genannt (nach (135) Hertha). Gemeinsam ist allen Mitgliedern der genannten Familien und Gruppen, dass die Umlaufbahnen um die Sonne in 2:1-Resonanz mit derjenigen des Planeten Mars stehen, deshalb auch über einen längeren Zeitraum stabil sind. Die zeitlosen (nichtoskulierenden) Bahnelemente von (2313) Aruna sind fast identisch mit denjenigen des kleineren, wenn man von der absoluten Helligkeit von 13,0 gegenüber 17,8 ausgeht, Asteroiden 2006 UR7.
(2313) Aruna wurde am 6. Februar 1993 auf Vorschlag des US-amerikanischen Astronomen Frederick Pilcher nach Aruna benannt, in der indischen Mythologie der Bruder des Garuda. Nach Garuda wurde am selben Tag der Asteroid (2307) Garuda benannt.